# Manuel Morais
Manuel António de Jesus Morais ComIH (Lisboa, 16 de janeiro de 1943) é um professor, músico e musicólogo português.

## Biografia
Manuel Morais nasceu em Lisboa em 1943. É tangedor de instrumentos antigos de corda dedilhada e musicólogo. A sua aprendizagem musical inicia-se, aos nove anos de idade, como menino de coro na Igreja de S. João Deus, em Lisboa. Posteriormente, no Conservatório Nacional de Lisboa, estudou com os professores Emilio Pujol (Viola e instrumentos antigos de corda dedilhada), Macario Santiago Kastner (Musicologia e Interpretação de Música Antiga) e Constança Capdeville (Composição). Bolseiro da Fundação Calouste Gulbenkian, especializou-se em Espanha e na Suíça com os professores Emilio Pujol e Eugen M. Dombois, Alaúde e instrumentos similares (Violas de quatro, de cinco e de seis ordens de cordas e Tiorba), na célebre Schola Cantorum Basiliensis, Basileia, Suíça e Musicologia com Raymond Meylan (Universidade de Zurique).
Manuel Morais fundou e dirige, desde 1972, o grupo Segréis de Lisboa, que tem uma formação variável de cantores e instrumentistas, cuja preocupação essencial se traduz em fazer reviver a Música Antiga Ibérica (portuguesa e espanhola) dos século XIII-XIX com a maior autenticidade possível, com base em interpretações historicamente informadas. Com este agrupamento tem realizado inúmeros concertos na Europa (Espanha, França, Itália, Grã-Bretanha, Suíça, Alemanha, Dinamarca, Polónia, Estónia, Letónia e Lituânia), nos Estados Unidos da América (Nova Yorque, Washington, Austin,Texas), no Brasil (Rio de Janeiro, São Paulo, Porto Alegre, Rio Grande do Sul, Curitiba e Canela), na Bolívia (Santa Cruz e Misiones de Chiquitos), na China (Macau) e na Índia (Goa, Cochím, Nova Deli, Bombaim, Bangalor e Calcutá). Gravou para as etiquetas Sassetti, Philips, Erato, EMI-Valentim de Carvalho, Movieplay e Portugaler. No ano de 1991 os Segréis de Lisboa foram agraciados com a Medalha de Mérito Cultural da Secretaria de Estado da Cultura.
Tem publicados numerosos estudos e edições modernas de Música Antiga Portuguesa vocal e instrumental, nomeadamente os quatro cancioneiros poético-musicais portugueses quinhentistas/seiscentistas: Cancioneiro Musical da Biblioteca Nacional de Lisboa (CMBN);  Cancioneiro Musical de Elvas (CME);  Cancioneiro Musical de Belém (CMB); Cancioneiro Musical da Bibliiothèque de l'École Nationale Supérieure des Beaux-Arts de Paris (CMBP). Em Salamanca, Espanha, deu à estampa La Obra Musical de Juan del Encina. Publicou também uma coletânea de obras vocais-instrumentais para o teatro de Gil Vicente (fl. 1502-1536), bem como um estudo sobre Domingos Caldas Barbosa. Múzica Escolhida da Viola de Lereno (1799) e, em parceria com Rui Vieira Nery, a miscelânea (bilingue, português e inglês) Modinhas, Lunduns e Cançonetas. Com Acompanhamento de Viola e Guitarra Inglesa. Em 2007, publicou uma coletânea (bilingue, português e inglês) de Motetes Polifónicos de Goa para a Semana Santa (Sécs. XIX -XX).
Na Ilha da Madeira procedeu a uma exaustiva e meticulosa investigação sobre o seu património musical: identificou a mais antiga polifonia quinhentista madeirense (numa cópia manuscrita de inícios do século XVII); encontrou um grupo de obras dispersas de polifonia seiscentista pertencentes a um livro de facistol para a Semana Santa (Islhena/DRAC); publicou um extenso e diversificado repertório, datado de 1846, para o Machete madeirense oitocentista, da autoria de Cândido Drumond de Vasconcelos (fl. 1840-1875, espólio da Associação Musical União da Mocidade). Foi responsável pela coordenação do livro A Madeira e a Música: Estudos (c.1508-c.1974), publicado por “Funchal 500 Anos”, em outubro de 2008. Para esta obra contribuíu com um extenso estudo intitulado “Achegas para a história da música na Madeira (c.1584-c.1897: Os instrumentos populares de corda dedilhada na Madeira” e “Alguns traços da História da Música na Madeira de P. de Wakcel” (com dilatadas notas de Manuel Morais). No arquipélago da Madeira tem realizado também trabalho de campo sobre os cordofones de mão madeirenses (machete/braguinha, machete rajão/rajão e viola d’arame) como também sobre o Charamba. Tem pronto para edição dois novos manuscritos madeirenses para machete oitocentista (um pertencente ao espólio de Carlos M. Santos, que hoje se guarda na Associação Musical Xarabanda e outro de um Fundo privado madeirense). Em 2010 criou o Quinteto Drumond de Vasconcelos, com a finalidade de divulgar o repertório musical madeirense. Com este agrupamento tem realizado concertos no Funchal, Machico e Porto Santo, bem como na Argélia, no FestivAlgerie. Para a Secretaria Regional de Educação e Cultura / Gabinete Coordenador de Educação Artística da Madeira-Funchal, gravou dois CD - ROM + Áudio, intitulados "O Machete Madeirense no Séc. XIX" e "Um Sarau Musical no Funchal Oitocentista". Em 19 de fevereiro de 2013 foi homenageado, no Funchal, pelo Secretário de Educação e Cultura, pelos trabalhos realizados em prol da música na Região Autónoma da Madeira. 
No arquipélago dos Açores fez um estudo, levantamento e catalogação das suas Violas d’arame, nomeadamente a do tipo micaelense (também designada por Viola de corações ou Viola da terra) e a terceirense (Viola de boca redonda, de origem espanhola).
Entre 1972 e 1998 foi Professor de Alaúde e Viola no Conservatório Nacional de Lisboa. De 1998 a 2007 foi docente no Departamento de Artes da Universidade de Évora, sendo atualmente Professor Associado Jubilado desta Universidade, continuando a sua relação com este estabelecimento de ensino superior como Investigador do C.H.A.I.A..
A 17 de janeiro de 2006, foi-lhe atribuída, pelo Presidente Jorge Sampaio, a Comenda da Ordem do Infante D. Henrique por serviços prestados ao estudo e divulgação da música antiga portuguesa.